# Fiat C.R.32
Il Fiat C.R.32 (Caccia Rosatelli, dal nome del progettista) era un aereo biplano da caccia prodotto dall'azienda italiana Fiat Aviazione negli anni trenta.
Impiegato principalmente dalla Aviazione Legionaria, durante la guerra civile spagnola, e dalla Regia Aeronautica, nel primo periodo della seconda guerra mondiale, venne adottato anche dalle aeronautiche cinese, ungherese, austriaca, venezuelana e paraguayana. Utilizzato durante la Guerra civile spagnola a sostegno dei Nazionalisti, in Spagna, si guadagnò presto la reputazione di uno dei migliori biplani prodotti. Nel Paese iberico fu anche costruito su licenza e restò in servizio fino al 1953, vent'anni dopo il suo primo volo.
Questo piccolo aereo della Fiat era compatto, robusto, assai manovrabile e diede delle ottime dimostrazioni delle proprie capacità in tutta Europa, alla guida dei piloti delle Pattuglie acrobatiche.
Ancor oggi conserva la reputazione incontestata di essere stato il più famoso degli aerei da caccia italiani. Seppure non eccezionalmente rapido, era robusto, maneggevole e potentemente armato, per la sua epoca (il decennio 1930-1940), con le sue due mitragliatrici Breda-SAFAT da 12,7 millimetri, sincronizzate e sparanti attraverso il disco dell'elica.

## Storia del progetto
Progettato dall'ingegner Celestino Rosatelli, rappresentava uno sviluppo del Fiat C.R.30, suo precedente progetto: un aereo elegante e veloce che riscosse un certo successo.
Messo in lavorazione nella seconda metà del 1932, il prototipo del Fiat C.R.32 venne completato nella primavera del 1933. Volò per la prima volta il 28 aprile 1933, dal campo della Fiat Avio di Torino. 
Il C.R.32 era molto simile al suo predecessore: biplano dalla configurazione sesquiplana, in quanto l'ala inferiore era più piccola. Le ali avevano una struttura mista, con longheroni e centine in duralluminio e rivestimento in tela. Le controventature erano composte da montanti interalari - costituiti da tubolari rigidi a forma di W (montanti tipo Warren)  (la tipica travatura degli S.V.A.) e da tiranti di acciaio. Stessa struttura di metallo e tela per gli alettoni, presenti solo sull'ala superiore. La fusoliera era in tubi di alluminio e acciaio, ed era rivestita in duralluminio sul muso, fino al posto di pilotaggio, sul dorso, nella parte inferiore sotto la coda, e con tela nella parte restante (lati e "pancia").
Il motore era il Fiat A. 30 RA, raffreddato ad acqua. Progettato nel 1930 e costruito in serie (era montato anche sul C.R. 30 e sul Ro. 37) era un propulsore in linea, con 12 cilindri a V di 60°, con una potenza massima di 600 CV, a bassa quota e a 2.600 giri/minuto. Azionava un'elica bipala metallica a passo variabile (ma regolabile solo a terra). Il motore non utilizzava il normale carburante avio, ma una benzina a 94 ottani, ottenuta miscelando 55% di benzina, 22% di benzolo e 23% di alcool.

Il C.R. era armato inizialmente con mitragliatrici Breda-SAFAT calibro 7,7 mm, ma il caccia era predisposto per montare due 12,7 mm, con 350 colpi ciascuna, montate sopra la capotta motore e sparanti attraverso il disco dell'elica con sistema di sincronizzazione. 
L'abitacolo del pilota era aperto, con parabrezza. La strumentazione era quella standard dell'epoca: bussola OMI 03, anemometro da 460 km/h, variometro, virosbandometro, contagiri e altimetro da 8 000 m e traguardo di puntamento a visuale libera e cannocchiale con poggiafronte per mirare, in seguito sostituiti da un collimatore a riflessione. Tutti gli esemplari erano predisposti per montare l'apparato rice-trasmittente, ma la radio RA.80-1 era un "optional" e quando era montata era collegata ad un generatore elettrico a mulinello montato davanti al serbatoio di riserva, sulla carenatura al centro dell'ala superiore. Alla radice della semiala inferiore sinistra, vi era la predisposizione per una cinefotomitragliatrice OMI FM.62, sincronizzata con le mitragliatrici.
Il nuovo caccia era più piccolo, con una superficie alare minore e soprattutto presentava una diversa distribuzione dei pesi, ottenuta da una ricollocazione dei serbatoi, che consentivano al C.R.32 una velocità e maneggevolezza superiori al predecessore.
Il biplano Fiat fu un immediato successo. I primi ordini furono assegnati nel marzo 1934 e l'anno dopo fu consegnato al 1º Stormo Caccia Terrestre, 3º e 4º Stormo. Della versione originale furono prodotti 383 esemplari, di cui 291 destinati alla Regia Aeronautica, 76 al Regno d'Ungheria e 16 alla Repubblica di Cina.
In totale la produzione della Fiat ammontò ad almeno 1 212 esemplari.

## Impiego operativo

### Guerra civile spagnola

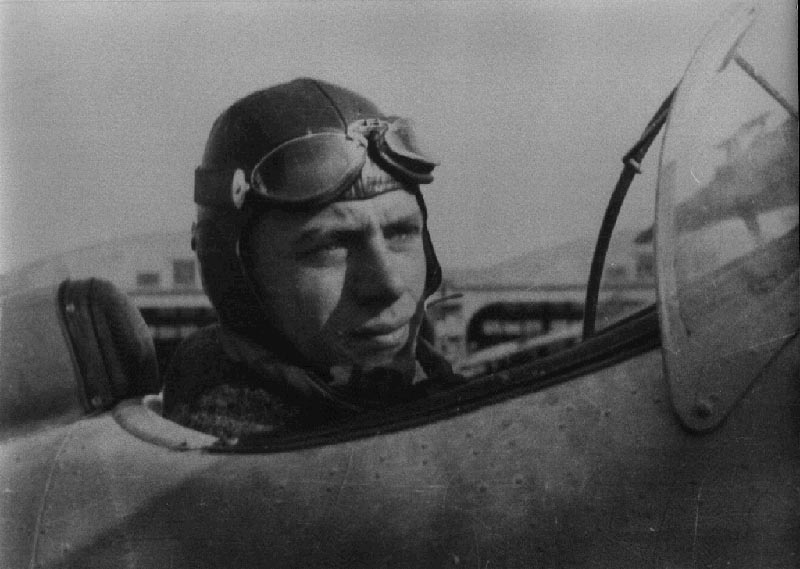
Giuseppe Cenni in Spagna a bordo di un Cr.32 della Cucaracha: a soli 21 anni fu tra i primi “assi” con 8 vittorie.

L'aereo ebbe il suo battesimo del fuoco durante la Guerra civile spagnola nel 1936. Il 18 agosto di quell'anno arrivarono in Spagna i primi 12 C.R.32 "Freccia" che costituirono le squadriglie "Cucaracha", "Gamba di Ferro" e "Asso di Bastoni" del 3º Stormo. Già il 21 di quel mese i C.R.32 dell'Aviazione Legionaria abbattevano il primo aereo nemico, un Nieuport-Delage NiD-52, nel cielo di Cordova. La vittoria aerea era del tenente pilota, Vittorino Ceccherelli, Medaglia d'oro al valor militare, che troverà la morte proprio nei cieli di Spagna. In tutto, il governo italiano inviò in Spagna tra 365 e 405 C.R.32. Altri 127-131 furono forniti direttamente all'Aviación Nacional, l'aeronautica militare della fazione franchista, dei quali sei esemplari furono catturati dagli avversari repubblicani della Fuerzas Aéreas de la República Española. Uno di questi ultimi fu inviato in Unione Sovietica per valutazione.
Con l'agile C.R.32, gli italiani stabilirono immediatamente la loro supremazia sugli avversari, che potevano contare su un campionario eterogeneo di velivoli da caccia e da bombardamento di varia provenienza e di prestazioni diversissime. Nel corso del conflitto l'Aviazione Repubblicana ebbe a disposizione, infatti, più di 2 400 aerei: 214 erano in suo possesso al 18 luglio 1936, 260 vennero costruiti in Spagna nei tre anni di guerra, 40 erano ex-velivoli civili, quasi 1.400 russi (più di 1 000 i caccia) ed altri 500 erano di costruzione britannica, statunitense, francese, olandese e cecoslovacca. Grazie ad una combinazione di manovrabilità della macchina e di abilità dei piloti da caccia dell'Aviazione Legionaria, i C.R. riuscirono a prevalere anche su avversari più veloci e dall'impostazione più moderna. L'Aviacion Legionaria rivendicò l'abbattimento di 60 (di cui 48 confermati) moderni bombardieri russi Tupolev SB-2, delle forze repubblicane, considerati, fino ad allora, inintercettabili. E a fronte della perdita di 73 Fiat, i legionari rivendicarono l'abbattimento - confermato - di 242 biplani Polikarpov I-15 e 240 monoplani Polikarpov I-16, i celebri "Rata", oltre a un centinaio di altri abbattimenti non confermati.

#### Assi spagnoli del Fiat C.R.32

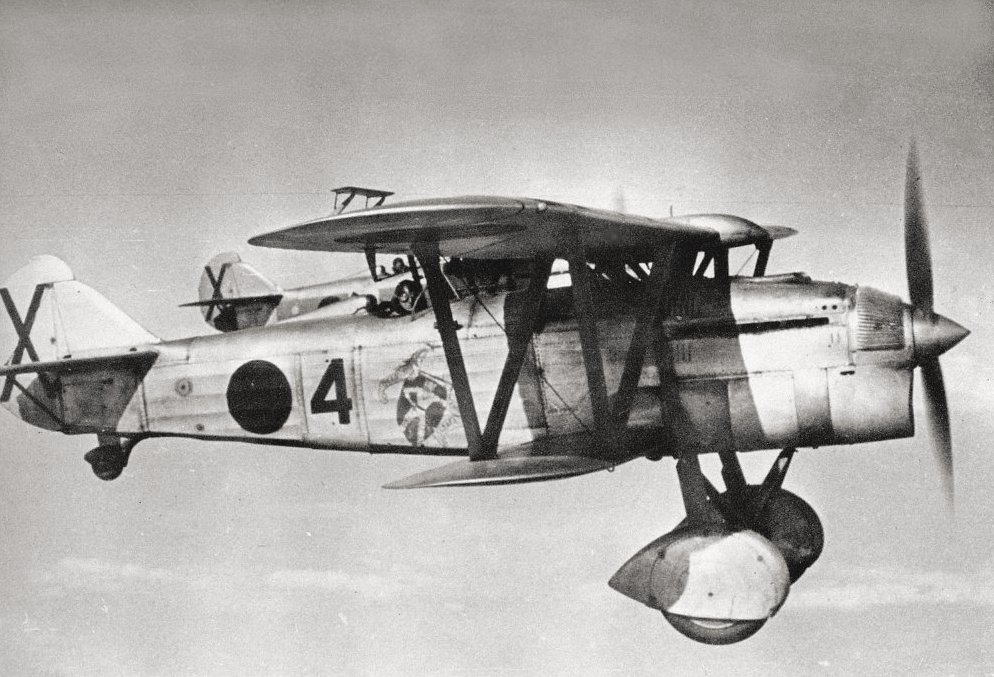
Una coppia di Fiat C.R.32 del X Gruppo "Baleari".

Il più grande asso del Fiat C.R.32 è stato lo spagnolo Joaquín García-Morato. Morato è anche il pilota nazionalista con il maggior numero di abbattimenti nella guerra civile spagnola. Ottenne 36 delle sue 40 vittorie aeree sul biplano Fiat che portava il numero 3-51 sulla fusoliera. Nell'aprile 1939, a guerra finita, mentre si esibiva in acrobazie a bassa quota, davanti a delle cineprese, il motore del suo C.R. 32 ebbe un guasto provocando la caduta dell'aereo e la morte del suo pilota.
Un altro asso nazionalista spagnolo fu il Capitano Manuel Vasquez Sagaztizabal, che ottenne 21 1/3 vittorie volando sul C.R.32 con il Grupo 2-G-3, prima di essere abbattuto ed ucciso il 23 gennaio 1939. 
Il Comandante Angel Salas Larrazabal, dopo un primo abbattimento con un Nieuport-Delage 52, passò al C.R.32, abbattendo il 29 ottobre 1936 – primo pilota da caccia nazionalista a riuscire nell'impresa - il velocissimo (per i tempi) bombardiere bimotore sovietico Tupolev SB-2. Larrazabal abbatté con il Fiat altri quattro aerei nemici prima di essere trasferito a un'unità equipaggiata con i tedeschi Heinkel He 51. Ma dopo altre due vittorie con questo velivolo, aderì al nuovo Grupo 2-G-3, equipaggiato con i C.R.32. Con questa unità, pilotando di nuovo il biplano Fiat, portò il totale delle sue vittorie aeree a 16, abbattendo – tra gli altri – tre SB-2 e un I-16 in una singola missione, il 2 settembre 1938. Il Capitano Miguel Guerrero Garcia, infine, ottenne nove delle sue 13 vittorie pilotando il biplano Fiat: quattro I-15, tre “Papagayos” (bombardieri d'assalto Polikarpov R-5 e Polikarpov R-Z) e due I-16.

### Italia

#### Regia Aeronautica

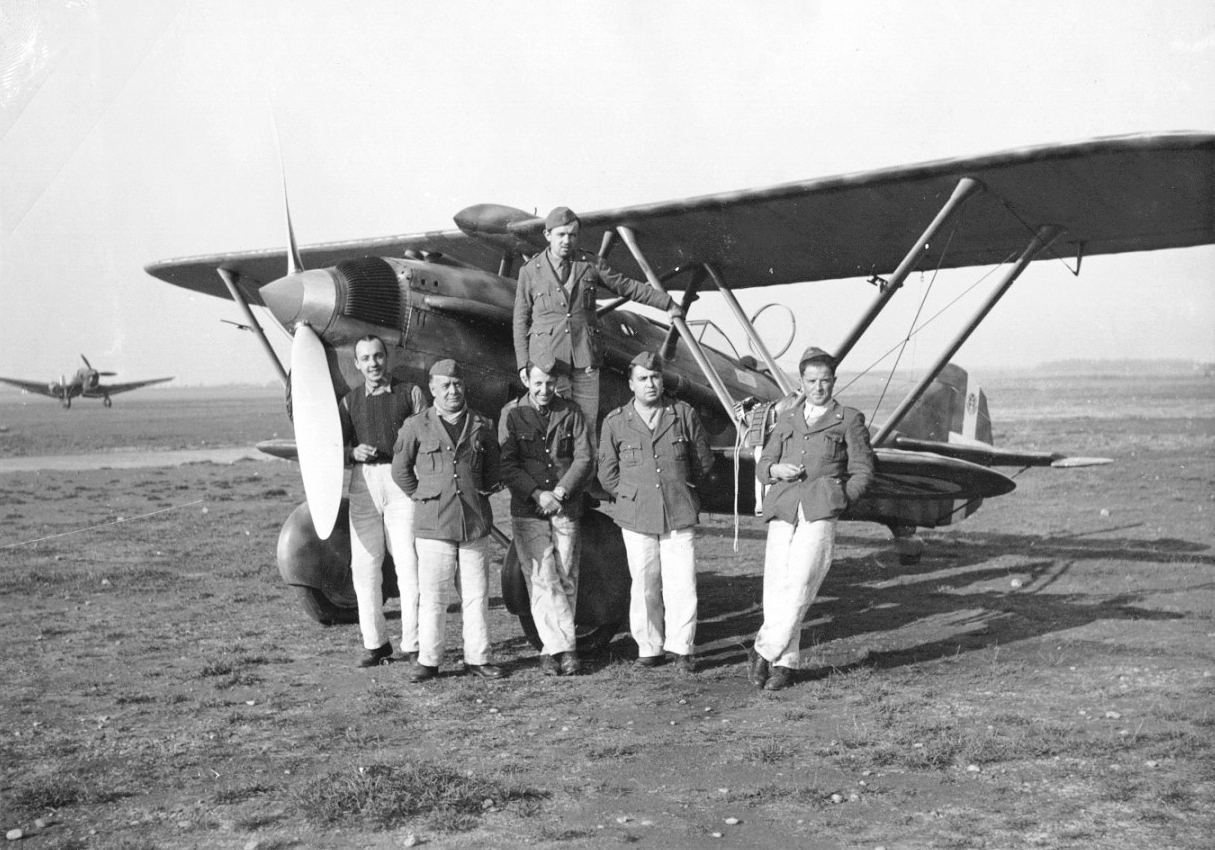
Un gruppo di aviatori della regia Aeronautica in posa davanti ad un C.R.32. Sullo sfondo uno Stuka in dotazione alla Regia.

I Fiat C.R.32 - come i precedenti C.R.30 - furono usati per numerose manifestazioni aeree, molte delle quali tenute in Italia. In occasione delle visite di uomini di stato, il 4º Stormo, l'unità d'élite della Regia Aeronautica, basato a Gorizia (Merna), organizzava spettacolari esibizioni con formazioni di 5 ÷ 10 velivoli. Nel 1936, tali manifestazioni vennero replicate in altre città europee e, l'anno seguente, in tutto il Sud America. Il ritorno in Europa della squadra di piloti acrobatici culminò in un grandioso spettacolo a Berlino.
Le notevoli caratteristiche acrobatiche del C.R.32 e il suo indiscusso successo in Spagna diedero ai vertici della Regia Aeronautica l'errata convinzione che aerei con formula biplana avessero ancora un valido potenziale come macchine da guerra anche quando ormai questo tipo di aereo era superato dai più veloci, più protetti - e meglio armati - monoplani. Questa scelta fece sì che allo scoppio del conflitto, i due terzi degli aerei da caccia della Regia Aeronautica fossero biplani.
 
Il C.R.32 fu consegnato ai reparti da caccia dal 1935. Allo scoppio della Seconda guerra mondiale erano in linea, infatti, 294 C.R.32 e 300 C.R.42, più del doppio dei nuovi caccia monoplani disponibili. L'unico caccia britannico rispetto al quale i biplani Fiat erano di prestazioni di poco superiori era il Gloster Gladiator, che però era più maneggevole ed aveva un numero doppio di mitragliatrici (sebbene di calibro inferiore). Il biplano da caccia della RAF era, inoltre, nel 1940, ormai in fase di rimpiazzo a vantaggio dei moderni Hawker Hurricane e Supermarine Spitfire, ma prestava servizio ancora nel Mediterraneo, in Medio Oriente e in Africa Orientale.
Allo scoppio delle ostilità i C.R.32 erano in dotazione al 1º, 2º, 6º Stormo e Caccia Terrestre e ad alcuni Gruppi Autonomi, oltre che alla 410ª e 411ª Squadriglia Autonoma Caccia in Africa Orientale.

#### Nord Africa
I primi Fiat CR.32 a vedere impiego operativo nella seconda guerra mondiale furono quella quarantina di velivoli dislocati in Libia: a partire dal 10 giugno, infatti, i caccia del 2º Stormo effettuarono voli di protezione sulla città di Tripoli e sulla piazzaforte di Tobruk. La prima azione bellica fu quella dell'11 giugno, quando sette C.R.32 attaccarono (senza risultati) una formazione di bombardieri inglesi; solo due ore dopo, comunque, altri sei biplani italiani intercettarono una formazione di Bristol Blenheim abbattendone due e danneggiandone altri quattro senza riportare perdite. L'attività dei caccia del 2º Stormo continuò con crociere di protezione sulle città e lungo il confine tunisino, con scorte ai bombardieri ed anche con interventi diretti contro le forze terrestri avversarie, fino all'arrivo dei Fiat C.R.42. Dopo, i C.R.32 vennero trasferiti al 50º Stormo Assalto per essere impiegati assieme ai Breda 65 in missioni di attacco al suolo. Contro i Gloster Gladiator inglesi si dimostrarono ancora validi. Nella grande battaglia aerea del 4 agosto 1940, i biplani Fiat della 160ª Squadriglia del capitano Duilio Fanali intercettavano quattro Gladiator guidati da Marmaduke "Pat" Pattle (destinato a diventare uno dei più grandi assi alleati, con circa 50 abbattimenti), che stavano attaccando dei Breda Ba.65 (uno dei quali pilotato dal futuro asso Adriano Visconti) impegnati a mitragliare automezzi inglesi. Fanali abbatteva il Gladiator (K7908) del Sergeant Kenneth George Russell Rew (RAF no. 526687), che rimaneva ucciso. Il suo gregario, il maresciallo Romolo Cantelli, faceva precipitare gli aerei del Flying Officer Peter Wykeham-Barnes (che si salvò e divenne un asso con 14 vittorie accreditate) e del Pilot Officer Johnny Lancaster.

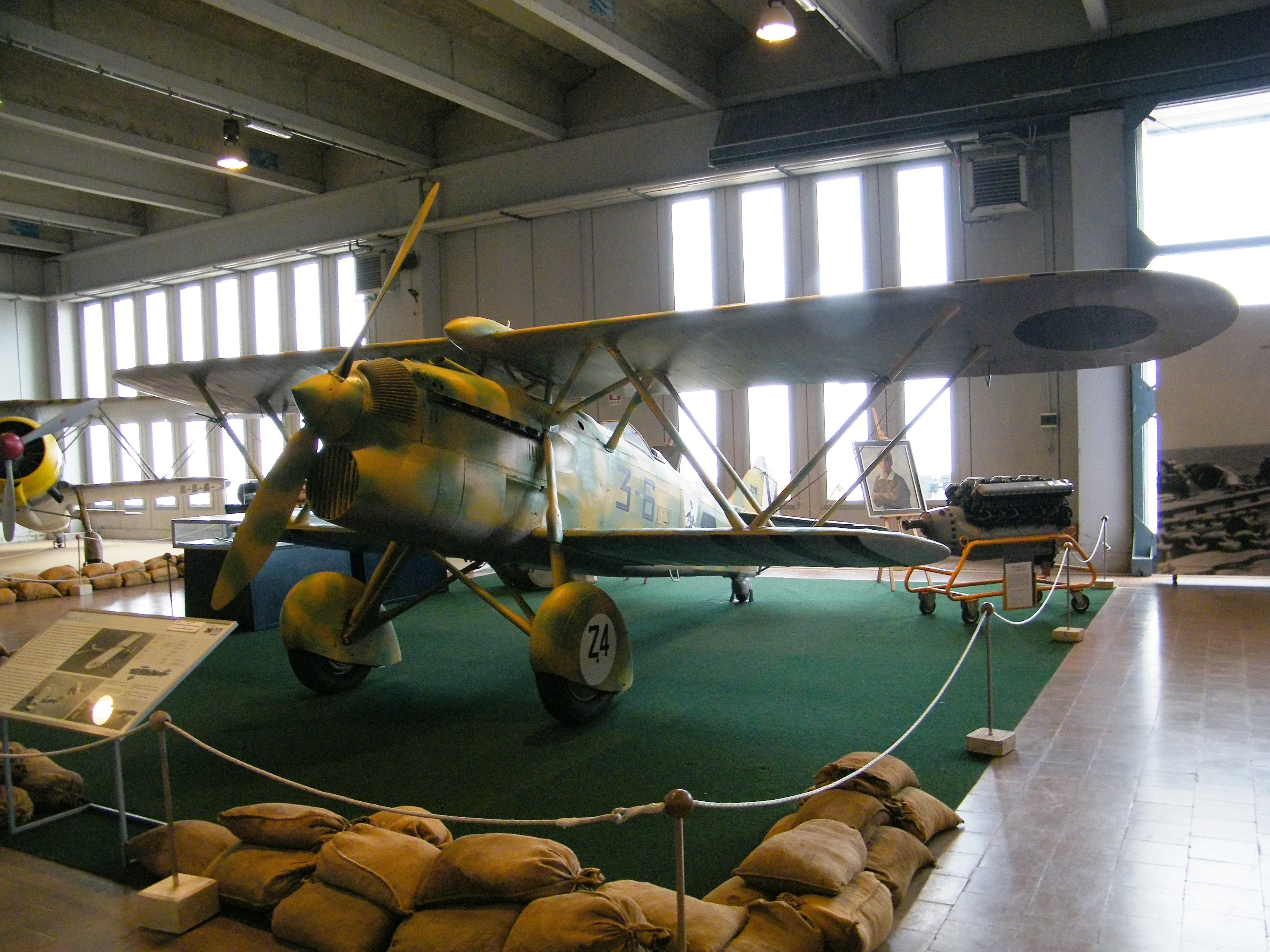
Il Fiat C.R.32 custodito presso il Museo storico dell'Aeronautica Militare.

#### Africa Orientale
Il C.R.32 ottenne i maggiori successi, nel corso della seconda guerra mondiale, in Africa Orientale. Qui, le squadriglie 410ª e 411ª, che schieravano la metà dei caccia operativi nella colonia italiana, distrussero una notevole quantità di aerei della RAF e della South African Air Force, inclusi veloci monoplani come i Blenheim e gli Hawker Hurricane, o moderni bombardieri come gli Junkers Ju 86. 
I Fiat ebbero il loro battesimo del fuoco il 17 giugno 1940, quando i C.R. 32 della 411ª Squadriglia, pilotati dal Tenente Aldo Meoli e dal Maresciallo Bossi, intercettarono proprio tre Ju 86 del 12 SAAF Squadron (diretti a bombardare Wavello), scortati da due Hurricane del 1 SAAF Squadron. I Fiat abbatterono uno dei Ju 86 e dopo attaccarono gli Hurricane, abbattendo quello pilotato dal 2/Lt B.L. Griffiths, che rimase ucciso nello schianto.
L'abbattimento del caccia della Hawker non restò un caso isolato. Il 23 febbraio 1941, l'asso Alberto Veronese attaccò l'Hurricane del Maj Laurie Wilmot, che stava mitragliando l'aeroporto di Makallè, costringendolo a un atterraggio di emergenza. Wilmot divenne un prigioniero di guerra. Ma subito dopo il suo abbattimento, Veronese fu attaccato dal Capt Andrew Duncan, sempre su Hurricane, che lo colpì, costringendolo a lanciarsi, ferito, con il paracadute. Il C.R.32 ottenne altri abbattimenti, nonostante dovesse affrontare un numero sempre crescente di velivoli più moderni. La 410ª squadriglia da sola riuscì ad abbattere 14 aerei nemici, prima di restare senza velivoli. Ma l'impossibilità di ottenere rimpiazzi e pezzi di ricambio dalla madrepatria causò il progressivo assottigliarsi delle file del C.R.32. Se il 10 gennaio 1941 erano in lizza ancora 22 C.R.32, il 31 gennaio erano 14, il 10 febbraio 11 e il 5 marzo appena otto. L'ultimo C.R.32 sopravvisse fino a metà aprile 1941.

#### Altri teatri operativi
Successivamente il C.R.32 servì ancora in Sardegna alla base di Elmas. 
Durante la Campagna di Grecia furono impiegati 14 aerei del 160º Gruppo Autonomo e nove aerei della 150ª Squadriglia del 2º Gruppo (6º Stormo). Il 160°, comprendente la 393ª e la 394ª Squadriglia, era schierato a Drenova (Drenovë), in Albania. In seguito venne equipaggiato con i C.R.42 e rischierato a Berat. La 150ª era basata a Bari, in Puglia, e durante la guerra venne equipaggiata con il Fiat G.50, dopo di che, insieme con la 150ª Squadriglia dello stesso Gruppo, si trasferì in Libia. Otto "Frecce" della 163ª Squadriglia, basata sull'aeroporto di Gadurrà, a Rodi, in Grecia, presero parte alla Battaglia di Creta, dopo la quale il C.R.32 fu impiegato solo nelle Scuole Caccia come aereo da addestramento.

### Austria
L'Heimwehr Flieger Korps, la forza aerea della prima repubblica austriaca, operò con 45 esemplari di C.R.32bis (Dienstnummern 135-179) ordinati nel 1936. Dopo l'Anschluss e l'assorbimento dell'aeronautica austriaca nella Luftwaffe con la Luftwaffen Kommando Österreich, i 36 esemplari rimasti vennero ceduti all'Ungheria.

### Repubblica di Cina
La Repubblica di Cina fu il primo cliente estero, ordinando 16 (secondo altre fonti, 24) esemplari nel 1933 per equipaggiare la propria forza aerea, la Chung-Hua Min-Kuo K'ung-Chün. Questi esemplari erano in tutto simili al prototipo. Differivano dalla versione originale per le mitragliatrici Vickers da 7,7 millimetri invece delle Breda-SAFAT, per l'impianto di illuminazione e perché erano privi delle alettature di raffreddamento del serbatoio dell'olio sull'estrema prua. Alcuni esemplari erano dotati di radio rice-trasmittenti. I primi esemplari furono consegnati nella primavera del 1935, a Shanghai, dove furono rimontati e assegnati ad una squadriglia di Nanchang.
 
In prove comparative, si dimostrarono superiori ai Boeing P.26 ed ai biplani Curtiss Hawk III, che costituivano la spina dorsale della caccia cinese dell'epoca, ma furono soppiantati da questi ultimi, poiché alla Cina di Chiang Kai-shek risultava difficile importare l'alcol e il benzolo da miscelare alla benzina avio per alimentare il motore del C.R.32. Nel maggio 1936 solo sei Freccia erano operativi. Fonti italiane parlano di un buon successo contro le forze giapponesi che, dopo l'inizio della Seconda guerra sino-giapponese, attaccavano Shanghai nell'agosto del 1937, ma fonti in lingua inglese attestano che i pochissimi Fiat non ebbero alcuna possibilità di mettersi in luce. 
L'anno dopo, con l'avanzare dell'invasione nipponica, tutti i CR.32 andarono persi.

### Spagna
L'Aviación Nacional spagnola, la forza aerea dello schieramento franchista, emise un ordine per la fornitura di 60 C.R.32ter, i quali vennero consegnati nel 1937, a cui seguirono 27 C.R.32quater consegnati nel 1938.
Al termine della Guerra civile spagnola, nella primavera del 1939, l'Aviazione Legionaria cedette alla Spagna i C.R.32 ancora in condizioni di volare che militarono nel rifondato Ejército del Aire. In aggiunta, l'Hispano Aviación di Siviglia - che aveva acquistato la licenza di produzione nel 1938 - produsse 100 C.R.32, con la designazione di Hispano Ha 132L Chirri. La produzione terminò nel 1942. Alcuni di questi velivoli rimasero in servizio fino al 1953 come addestratori acrobatici.

### Ungheria
La Magyar Királyi Honvéd Légierő, forza aerea dell'allora Regno di Ungheria, operò con settantasei esemplari acquistati tra il 1935 ed il 1936, destinati principalmente all'addestramento alla caccia.
Con il biplano della Fiat, la MKHL ebbe, nel marzo 1939, il suo battesimo del fuoco, durante il breve conflitto contro il nuovo stato della Slovacchia. I C.R.32 con le insegne magiare, armati con la mitragliatrice chain gun Gebauer 1926/31.M, guadagnarono facilmente la superiorità aerea nei confronti della nuova forza aerea slovacca, che, negli scontri con i biplani di produzione italiana, perse alcuni Avia B.534 e un Letov Š-328.
Gli ungheresi rimotorizzarono uno dei C.R.32 con un radiale Gnome-Rhône 14M "Mars" da 750 CV. In quella configurazione il velivolo raggiunse la velocità massima di 420 km/h a 4 000 m di quota, ottenendo consensi per introdurre la variante su tutto il parco velivoli. Tuttavia il progetto di rimotorizzazione venne annullato a causa dell'impossibilità di ottenere una fornitura di quei motori.
Durante il breve conflitto contro la Jugoslavia, nel quale l'Ungheria si trovò a fianco delle potenze dell'Asse, la MKHL perse tre C.R.32.
Il 6 maggio 1941, l'aeronautica militare ungherese aveva ancora in linea 69 C.R.32.
Il biplano della Fiat venne in seguito impiegato nella guerra contro l'Unione Sovietica. Quando, nel giugno 1941, il regno d'Ungheria dichiarò guerra all'Unione Sovietica, i C.R.32 equipaggiavano due delle unità che fornivano copertura aerea alle truppe ungheresi: il Gruppo 1./I (basato a Szolnok), del Primo Stormo Caccia, e il Gruppo 2./I (di base a Nyiregihazá) del Secondo Stormo Caccia.
I caccia Fiat, ottennero, in più occasioni, vittorie aeree contro aerei dell'Unione Sovietica.

### Venezuela
Favorevolmente impressionata dalle esibizioni della pattuglia acrobatica italiana durante la "tournée" in onore di Geo Chávez, la Fuerza Aérea Venezolana acquistò 9 C.R.32quater, tra il 1938 e il 1939. Questi esemplari erano dotati di uno speciale radiatore maggiorato per permettere un buon raffreddamento del motore nel torrido clima tropicale.

I Fiat giunsero a Maracay nel secondo semestre del 1938 e equipaggiarono il 1º Regimiento de Aviacion Militar del Venezuela e furono radiati nel 1943, quando cinque di essi risultavano ancora in organico.

### Commesse non evase

#### Paraguay
Influenzato anch'esso dalle tournée promozionali in America Latina, anche il Paraguay ordinò, nel 1938, 5 (inizialmente la trattativa era per 10) C.R.32quater che andarono ad equipaggiare la 1ª Escuadrilla de Caza delle Fuerzas Aéreas del Ejército Nacional del Paraguay (immatricolati 1-1, 1-3, 1-5, 1-7. 1-9). Questi caccia non arrivarono in tempo per prendere parte alle operazioni contro la Bolivia durante la guerra del Chaco, ma rimasero in servizio per diversi anni.

## Versioni

Fiat C.R.32bis dopo incidente in fase di atterraggio sulla pista di Guidonia nel 1936 accorso al pilota collaudatore serg. Ferdinando Rosei

C.R.32
prima versione di serie.
C.R.32bis
versione con 2 mitragliatrici Breda-SAFAT Mod.1928Av. da 7,7 mm nell'ala inferiore, in aggiunta alle due in fusoliera, con tiro al di fuori del disco dell'elica. In molti degli esemplari consegnati le mitragliatrici alari furono rimosse per ridurre i pesi. Prodotta dal 1935, 328 esemplari.
C.R.32ter
ulteriore miglioramento dell'armamento offensivo con 2 mitragliatrici Breda-SAFAT da 12,7 mm in fusoliera, al posto delle due da 7,7 mm; prodotta in 103 esemplari.
C.R.32quater
C.R.32 alleggerita. 298 esemplari. La produzione cessò nel 1939.

## Utilizzatori
Austria
- Heimwehr Flieger Korps

 Cina
- Chung-Hua Min-Kuo K'ung-Chün

 Italia
- Regia Aeronautica
  - Aviazione Legionaria

 Spagna

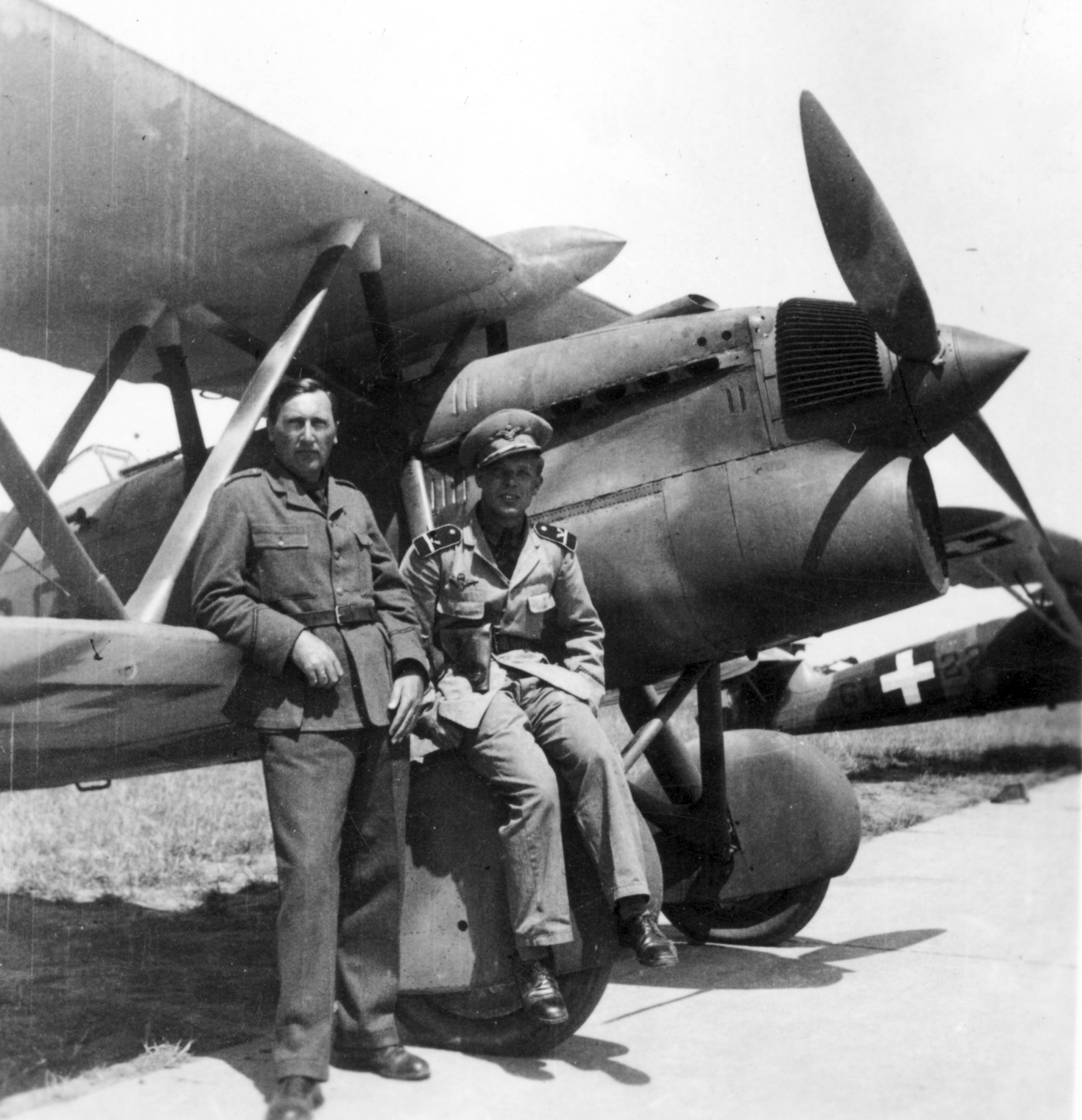
Fiat C.R.32, Magyar Királyi Honvéd Légierő (Regia Aeronautica Ungherese)

- Fuerzas Aéreas de la República Española

operò con 6 esemplari catturati ai nazionalisti.
 Spagna
- Aviación Nacional

 Ungheria
- Magyar Királyi Honvéd Légierő

 Venezuela
- Fuerza Aérea Venezolana

## Velivoli attualmente esistenti
- Museo storico dell'Aeronautica Militare, Bracciano (RM): Un esemplare di Hispano Ha 132L, costruito in Spagna e donato all'Aeronautica Militare Italiana nel 1955.
- Museo del Aire, Madrid: Un esemplare di C.R.32 restaurato con parti provenienti da un Hispano Ha 132L.

### Periodici
- FIAT CR.32, in Aerofan, Fotoalbum n.1, 1979.
- Giuseppe Ciampaglia, Il CR-32 nella Seconda Guerra mondiale, in Rivista Italiana Difesa, n°07, Chiavari, Giornalistica Riviera S.C., luglio 1997.
- Nicola Sgarlato, FIAT CR.32 - Storia e tecnica di una leggenda, in Dimensione Cielo, n. 11, Delta Editrice, gennaio-febbraio 2019, ISSN 977253205100390011 (WC · ACNP).